# Tipula peteri
Tipula peteri är en tvåvingeart som beskrevs av Günther Theischinger 1979. Tipula peteri ingår i släktet Tipula och familjen storharkrankar. Inga underarter finns listade i Catalogue of Life.